# Городской музей Стокгольма
Городской музей Стокгольма (швед. Stockholms stadsmuseum) расположен на площади «Русское подворье» (швед. Ryssgården), недалеко от Слюссена и Сёдермальмсторг (швед. Södermalmstorg).
Является хронологическим продолжением Музея Средневековья. У входа в здание на постаменте расположен шар диаметром 25 см — Меркурий, — являющийся частью инсталляции Шведская Солнечная система.
В музее постоянно действует несколько выставок, посвященных Стокгольму, в том числе выставка о средневековых жителях и их быте, выставка марионеток, экспозиция об архитектуре периода 1880—1975 годов, о водных ресурсах города и другие. Экспозиции часто меняются.
Также проводятся тематические экскурсии, в том числе по следам трилогии Стига Ларссона «Миллениум».
Для детей действует игровая площадка «Площадь» (швед. Torget).
В музее также можно приобрести билеты для групповой экскурсии по Скугсчюркогордену.